# Ла-Куртин (кантон)
Ла-Куртин (фр. La Courtine) — кантон во Франции, находится в регионе Лимузен. Департамент кантона — Крёз. Входит в состав округа Обюссон. Население кантона на 2007 год составляло 1871 человек.
Код INSEE кантона 2312. Всего в кантон Ла-Куртин входят 9 коммун, из них главной коммуной является Ла-Куртин.

## Коммуны кантона
- Бесса — население 33 чел.
- Клераво — население 155 чел.
- Ла-Куртин — население 928 чел.
- Ле-Ма-д’Артиж — население 104 чел.
- Манья-л’Этранж — население 229 чел.
- Мальре — население 41 чел.
- Сен-Марсьяль-ле-Вьё — население 123 чел.
- Сен-Мер-ла-Брёй — население 215 чел.
- Сент-Ораду-де-Шируз — население 83 чел.